# Wet op het consumentenkrediet
De Wet op het consumentenkrediet (Wck) is een wet die regels bevat over het consumentenkrediet ter bescherming van de consument.
In Nederland wordt het consumentenkrediet geregeld door de wet van 4 juli 1990. In België is er de wet van 12 juni 1991 op het consumentenkrediet.

## Nederland
Het doel van de Wck is het beschermen van kredietnemers tegen mogelijk onoorbare of ondeskundige praktijken van beroeps- of bedrijfsmatige kredietgevers. De functie van het zogenaamde Wck register, waarin alle kredietinstellingen opgenomen zijn die een vergunning van de Autoriteit Financiële Markten (AFM) hebben gekregen om consumentenkrediet te verlenen, is overgenomen door de vergunningenregisters van de AFM. De AFM oefent gedragstoezicht uit op de vergunninghouders.
Het op de Wck gebaseerde Besluit kredietvergoeding bepaalt: "Voor de berekening van de ten hoogste toegelaten kredietvergoeding bij regelmatige afwikkeling geldt de wettelijke rente verhoogd met 12 procentpunten als het ten hoogste toegelaten effectieve kredietvergoedingspercentage op jaarbasis." Het Besluit van 15 juli 2020 tot wijziging van het Besluit kredietvergoeding ten behoeve van een tijdelijke verlaging van de ten hoogste toegelaten kredietvergoeding in verband met de gevolgen van COVID-19 (Besluit tijdelijke verlaging kredietvergoeding) heeft de verhoging van 12% voor nieuwe kredieten of opnamen tijdelijk verlaagd naar 8%, tot 1 maart 2021. Dit kan met ten hoogste zes maanden per KB verlengd worden. Overwogen wordt een wetswijziging die de verlaging voor onbepaalde tijd laat gelden.
Er is ook een bepaling tegen koppelverkoop.
Er zijn nog steeds veel kredieten die buiten deze wet vallen. Enkele daarvan zijn:
- krediet van meer dan € 40.000
- hypothecair krediet
- krediet op basis van effecten
- krediet op basis van verzekeringen